# Peinture au centre vert
Peinture au centre vert est un tableau réalisé par le peintre russe Vassily Kandinsky en 1913. Cette huile sur toile abstraite se caractérise par la présence d'une zone verte au centre de la composition et d'une autre à dominante rouge occupant le tiers droit de celle-ci. L'œuvre est conservée à l'Art Institute of Chicago, à Chicago, aux États-Unis.